# Maisoncelles-en-Gâtinais
Maisoncelles-en-Gâtinais – miejscowość i gmina we Francji, w regionie Île-de-France, w departamencie Sekwana i Marna.
Według danych na rok 1990 gminę zamieszkiwało 107 osób, a gęstość zaludnienia wynosiła 12 osób/km² (wśród 1287 gmin regionu Île-de-France Maisoncelles-en-Gâtinais plasuje się na 1051. miejscu pod względem liczby ludności, natomiast pod względem powierzchni na miejscu 430.).